# Стив Рийвс
Стивън Л. Рийвс (на английски: Steve Reeves) е американски културист и актьор.

## Биография

### Детство
Роден е в малкия град Глазгоу, щата Монтана, САЩ. Когато е на една годинка, остава без баща поради трагичен инцидент и е отгледан и възпитан единствено от майка си. Стийв Рийвс се премества в Калифорния на десет годишна възраст, с майка си Голди. Липсата на баща оказва съществено влияние върху характера и възпитанието на Стийв. Още от дете той расте трудолюбив, съвестен и отговорен. Стийв обича да спортува. Още като малък е запален по колоезденето. След като се преселва с майка си в Калифорния, две години работи като раздавач на вестници със своето колело. Увлича се и по канадска борба. Развива интерес към културизма, докато е в гимназията. В началото тренира в къщи а след това във фитнес клуба на Ед Ярикс в Оукланд който е на няколко крачки от дома му. След първата си година тренировки постъпва в казармата, където също продължава да тренира и да се развива. На 20 години той отбива военната си служба и главната му цел става културизма. В казармата сваля няколко килограма поради заболяване от малария, но за по-малко от година ги възстановява и дори покачва още мускулна маса. На 20 години вече тежи 93 кг и замисля да започне състезателна кариера.

### Спортна кариера
Състезателната му кариера е само 5 години, но е впечатляваща. През 1946 г. участва на първото си състезание „Мистър Южна калифорния“ и печели първото място. Тогава е едва 20-годишен. Година по-късно печели първото място на „Мистър Америка“ – най-престижният турнир по културизъм тогава. Според правилника всеки, спечелил „Мистър Америка“, няма право да участва повече в този турнир. Затова никой, освен Джон Гримек, няма повече от една титла "Мистър Америка (той печели турнира 2 последователни години, след което се въвежда новия правилник). Именно Джон е културистът, когото Стийв не може да победи. При директен сблъсък между двамата той винаги заема второ място. Затова Стийв лесно печели „Мистър Свят“ през 1948, защото Гримек отсъства. Състезанието „Мистър САЩ“ на следващата, 1949 г. е особено вълнуващо. На него си дават среща „тримата големи“ – Рос, Гримек и Рийвс. В борбата за титлата Джон Гримек отново е на първо място. Кланси Рос заема втора позиция, а Стийв Рийвс остава трети. Това е и най-ниският резултат в състезателната му кариера. На следващата година той поправя грешката си, като печели първото издание на „Мистър Вселена“ към федерацията NABBA. Основен конкурент на Стийв в състезанието е англичанинът Рег Парк – първата европейска бодибилдинг-звезда. Това е последното състезание на Стийв, който прекратява кариерата си на културист, за да търси по-сигурни източници на препитание (тогава наградите на състезанията са били доста скромни).
Стив Рийвс влезе и в историята на бодибилдинга и като автор на позабравеното вече упражнение за гръб, известно като Рийвс мъртва тяга с щанга. Същността на упражнението е, че щангата се хваща не за врата, а за палачинки, след което щангата се издърпва към колана, докато стои в наклон. В резултат на това натоварването от latissimus dorsi се измества към трапецовидните мускули и към целия раменен пояс. Освен че развива гърба, мъртвата тяга на Рийвс развива и мускулите на предмишницата и силата на захвата.
| година | федерация | състезание                            | място |
| ------ | --------- | ------------------------------------- | ----- |
| 1946   | AAU       | Мистър Калифорния                     | 1     |
| 1947   | AAU       | Мистър Америка                        | 1     |
| 1948   | AAU       | Мистър САЩ                            | 2     |
| 1948   | AAU       | Мистър Свят                           | 1     |
| 1948   | NABBA     | Мистър Вселена                        | 2     |
| 1949   | AAU       | Мистър САЩ                            | 3     |
| 1950   | NABBA     | Мистър Вселена (в категория „високи“) | 1 1   |

Топ форма на Стийв Рийвс – ръст: 185 см; килограми: 98 кг; гърди: 132 см; бицепс: 49 см; талия: 74 см; бедро: 66 см; врат: 46 см; китка: 16 см; прасец: 47 см

### Актьорска кариера
Започва като театрален актьор, но го смятат за прекалено мускулест и затова 2 години по-късни се насочва към киното. Първата му роля е през 1954 г. в мюзикъла „Атина“ където играе гадже на Джейн Пауъл. През същата година Рийвс има малка роля на ченге във филма на Ед Ууд Затворете примамката. За първи път той получава главна роля във филма „Херкулес“, сниман в Италия през 1957 г. Този филм става абсолютен хит не само в Европа, а и в целия свят. Стийв популяризира изключително много мускулестото тяло и се превръща в звезда от световна величина. През 1959 г. се снима в „Освободеният Херкулес“. Стийв се снима в още доста филми, но двата филма за Херкулес стават най-популярни. След бокс-офис успеха на Херкулес, Рийвс кандидатства за ролята, която впоследствие изиграва Клинт Истуд в „За шепа долари“ (1964), тъй като не може да повярва, че „италианците могат да направят уестърн“. През 1962 не е одобрен за ролята на Джеймс Бонд във филма „Д-р Но“. Последният филм, в който Стийв се снима, е „Дългото бягство от Ада“ през 1968. След него Рийвс прекъсва 14-годишната си кариера на актьор. Междувременно вече е станал на 42 години. След последния си филм купува ранчо близо до Сан Диего, Калифорния. Той се установява там с втората си съпруга, за която се жени 5 години по-рано, и живее в ранчото до края на живота си (с първата си жена Стийв е прекарал само 2 години поради семейни неразбирателства). Рийвс продължава да поддържа спортната си форма, независимо че вече не се състезава. Гостува в различни мероприятия и телевизионни предавания, където разяснява тънкостите на бодибилдинга и запознава хората с този спорт. Автор е на специална програма за укрепване на сърдечно-съдовата система с помощта на бързо ходене и преди около 20 г. издава книга за нея, която се ползва с огромен интерес. До последната година от живота си Стийв се радва на добро здраве. Той върши цялата работа из ранчото и отглежда коне в продължение на много години. Последната му поява на екрана е през 2000 г. в телевизионното предаване „A&E Biography: Arnold Schwarzenegger – Flex Appeal“.

### Смърт
Умира на 1 май 2000 г. на 74-годишна възраст от усложнения на лимфом. Още преди смъртта си е провъзгласен за културистът с най-естетично и пропорционално тяло за всички времена. Тялото, което той изгради, ще остане още дълго време еталон за красота и съвършенство.

## Филмография
- 1954 – Затворете примамката – лейтенант Боб Уорънс
- 1954 – Атина – Ед Пъркинс
- 1958 – Херкулес – Херкулес
- 1959 – Освободеният Херкулес – Херкулес
- 1959 – Голиат срещу варварите – Голиат (Емилиано)
- 1959 – Битката при Маратон – Филипидис
- 1959 – Последните дни на Помпей – Глаус
- 1959 – Хаджи Мурад, Белият дявол – Хаджи Мурад
- 1960 – Морган, пиратът – Хенри Морган
- 1961 – Крадецът от Багдад – Карим
- 1961 – Троянската война – Еней
- 1961 – Ромул и Рем – Ромул
- 1962 – Легенда за Еней – Еней
- 1962 – Синът на Спартак – Рандус
- 1963 – Великият Сандокан – Сандокан
- 1964 – Пиратите на Малайзия – Сандокан
- 1968 – Дългото бягство от Ада – Майк Стърджис